# Parafia św. Stanisława Biskupa i Męczennika w Batorzu Pierwszym
Parafia św. Stanisława Biskupa i Męczennika w Batorzu Pierwszym – parafia rzymskokatolicka znajdująca się w diecezji sandomierskiej, w dekanacie Modliborzyce. Parafie Batorz erygował w 1445 r. kardynał Zbigniew Oleśnicki.

## Historia
W 1445 roku kardynał bp krakowski Zbigniew Oleśnicki erygował parafię i konsekrował kościół w Batorzu, w obecności kronikarza Jana Długosza. Drewniany kościół został ufundowany przez dzierżawcę dóbr w Batorzu i Kraśniku Andrzeja Tęczyńskiego. W skład ówczesnej parafii wchodziły: Batorz, Zdziłowice, Wola Batorska, Stawce, Wola Studziańska, Otrocz, Wólka Ponikiewska, Studzianki i Boża Wola. W 1449 roku utworzono szkołę parafialną.
14 września 1701 roku spłonął kościół w Batorzu, a 1711 roku panowała epidemia zarazy. Dziedzic Studzianek ufundował kaplicę, w której odprawiano nabożeństwa. Kaplica była później rozbudowana. Po zbudowaniu nowego drewnianego kościoła, bp koadiutor kijowski Kajetan Ignacy Sołtyk poświęcił go. W 1879 roku spłonął kolejny kościół w Batorzu. Po pożarze wierni z Batorza korzystali z cerkwi w Otroczu, a wierni z Stawiec i Ponikw z kościoła w Targowisku.
W latach 1879–1882 zbudowano obecny murowany kościół w stylu neoromańskim, posiadający prezbiterium i zakrystię w stylu cerkiewnym. Wsparcia finansowego udzielił ordynat zamojski Tomasz Franciszek Zamoyski. W 1908 roku zbudowano dzwonnicę.
Podczas II wojny światowej proboszcz ks. Wacław Tarnasiewicz organizował kryjówki w Wólce Batorkiej, w których ukrywał się ks. Stefan Wyszyński.
25 marca 1992 parafia przeszła z diecezji lubelskiej do sandomierskiej. W latach 1993–1994 roku w Ponikwach zbudowano murowaną kaplicę filialną pw. Miłosierdzia Bożego
Do parafii należą wierni z miejscowości: Batorz I, Batorz II, Batorz Kolonia, Ponikwy, Wólka Batorska, Wólka Batorska-Kolonia.
Proboszczowie parafii:
1832–1857. ks. Michał Siekierzyński.
1857–1872. ks. Michał Bobrowski.
1872–1885. ks. Karol Lissowski.
1885–1895. ks. Ignacy Stefański.
1895–1902. ks. Antoni Popiel.
1903–1914. ks. Stanisław Jeziorkowski.
1914–1920. ks. Wacław Kosior.
1920–1960. ks. Wacław Tarnasiewicz.
1960–1969. ks. Roman Kwieciński.
1969–1987. ks. Tadeusz Prejs.
1987–2005. ks. Edward Franczak.
2005–2018. ks. Władysław Szyszka.
2019– nadal ks. Zbigniew Swatek.